# Wolfgang-Adam Töpffer

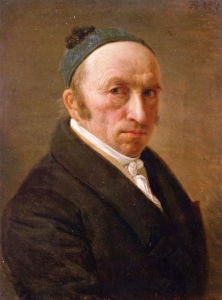
Selbstporträt

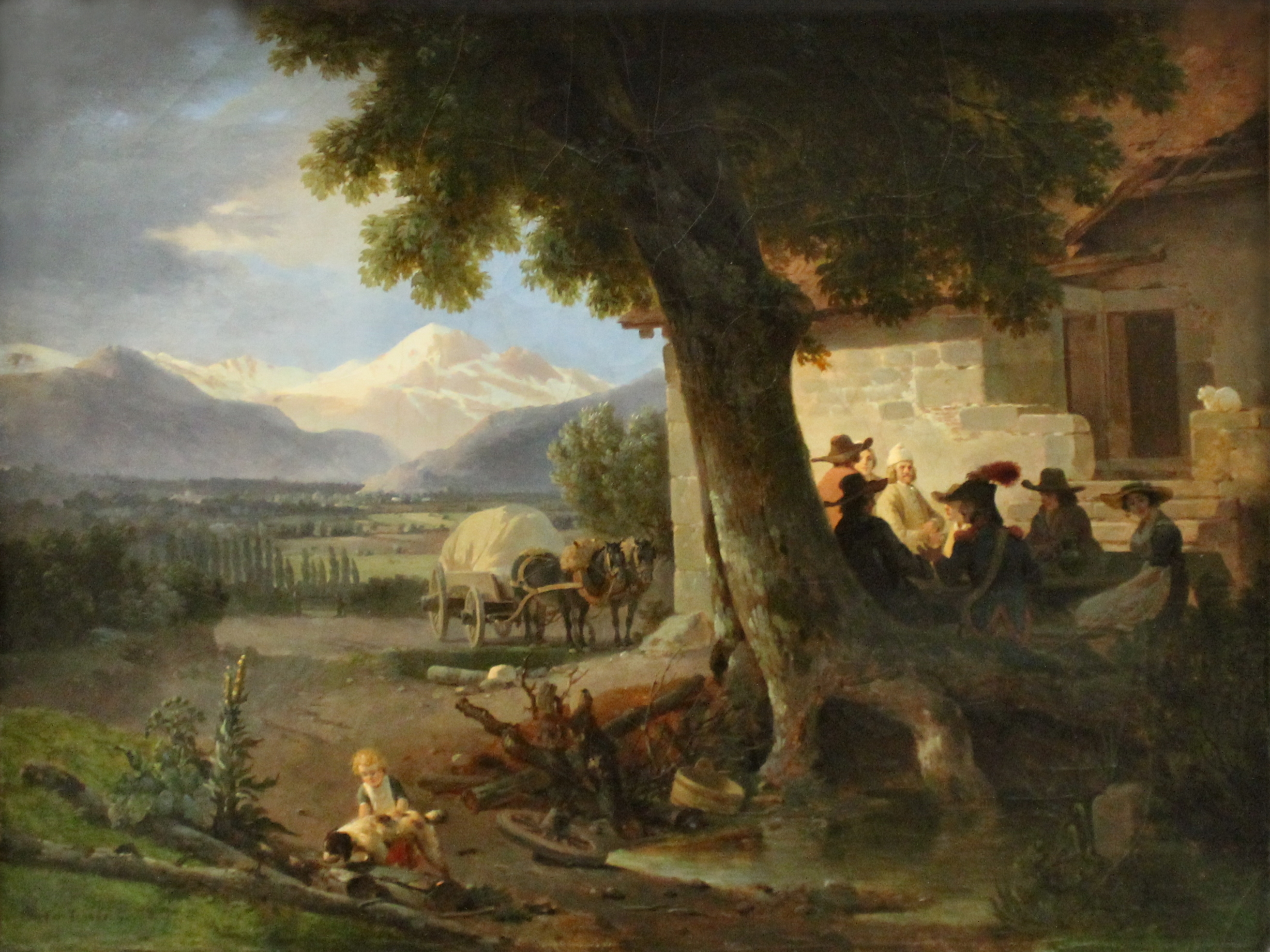
Ansicht der Umgebung von Genf

Wolfgang-Adam Töpffer (* 20. Mai 1766 Genf; † 10. August 1847 ebenda) war ein Schweizer Landschaftsmaler, Aquarellist, Karikaturist und Radierer. Er war Vater des Karikaturisten Rodolphe Töpffer.

## Leben und Wirken
Wolfgang-Adam Töpffer wurde als Sohn des früh verstorbenen Georg-Christoph, eines Schneidermeisters aus Schweinfurt, und der Marguerite Dubochet geboren. Er heiratete Charlotte-Antoinette Counis, Tochter eines sächsischen Nadlers. Deutsch sprechen oder schreiben konnte er jedoch nicht.
Im Alter von 14 Jahren absolvierte er eine Lehre als Radierer bei Jean-François Hess und Isaac-Jacob Lacroix in Genf sowie bei François Lardy und Karl-Ludwig Hackert in Lausanne. Danach war er im Genfer Buchhandel tätig.
1786 ermöglichte ihm die Genfer Société des Arts einen Aufenthalt in Paris. Während eines dreijährigen Praktikums beim Radierer Nicolas Delaunay knüpfte Töpffer Kontakte zu Pariser Künstlerkreisen. Er lernte Aquarellmalerei beim Architekten Jean-Thomas Thibault, bei Joseph-Benoît Suvée und dem Flamen Jean-Louis Demarne. Kurz nach der Französischen Revolution kehrte er im Juni 1789 nach Genf zurück.
1792 begleitete er den Landschaftsmaler Pierre-Louis de la Rive auf dessen Studienreisen, den campagnes pittoresques durch Genf und Savoyen.
Nach der Helvetischen Republik 1798 blieb er ohne Aufträge.
Er beschäftigte sich mit der Ölmalerei und schuf Karikaturen, die er 1798 in Genf ausstellte. Im Salon du Louvre zeigte er eine Sepiazeichnung.
Während seiner späteren Besuche in Paris lernte Töpffer Carle Vernet und Dominique-Vivant Denon kennen. Er malte einige Porträts gemeinsam mit Pierre-Louis Bouvier, Jacques-Laurent Agasse und Firmin Massot. Die ehemalige Kaiserin Joséphine de Beauharnais kaufte ihm Bilder ab. 1812 gewann er an der Exposition du Louvre eine Goldmedaille. Dank seiner Erfolge lebte er mit seinem Sohn Rodolphe Töpffer und seinen beiden Töchtern Louise und Ninette, die später die Frau des Malers Etienne Duval (1824–1914) wurde, im Wohlstand. Auf Einladung seines englischen Mäzens Edward Divett († 1819) besuchte er England. Er wurde vor allem als Aquarellist bekannt. Seine Versuche, sich im Russischen Kaiserreich einen Namen zu machen, blieben trotz der Bemühungen seiner Förderer, der Zarin-Mutter Maria Fjodorowna und des aus Genf stammenden Sankt Petersburger Juweliers Jean-François Duval, weitgehend erfolglos
Seine Enkelin heiratete Jacques Alfred van Muyden.